# Comuna Bairakivka, Nemîriv
Bairakivka (în ucraineană Байраківка) este o comună în raionul Nemîriv, regiunea Vinnița, Ucraina, formată din satele Bairakivka (reședința), Dubmaslivka și Hlîneaneț.

## Demografie
Componența lingvistică a satului Bairakivka
     Ucraineană (98,27%)
     Rusă (1,73%)
Conform recensământului din 2001, majoritatea populației satului Bairakivka era vorbitoare de ucraineană (98,27%), existând în minoritate și vorbitori de rusă (1,73%).